# Ron Stallworth
Ron Stallworth (ur. 18 czerwca 1953 r. w Chicago) – amerykański policjant, Afroamerykanin.
Urodzony w 1953 r. Chicago, wychowywał się w El Paso. W 1972 r. wstąpił do policji w Colorado Springs. Jako kadet początkowo egzekwował prawidłowe parkowanie, ale szybko złożył podanie o przeniesienie do wydziału narkotykowego, gdzie m.in. pracował pod przykrywką. Po zakończeniu okresu kadeckiego został na stałe przydzielony do wydziału narkotykowego, a potem do jednostki wywiadowczej. Był tym samym pierwszym czarnoskórym detektywem w policji Colorado Springs. Jesienią 1978 r. otrzymał zadanie infiltrowania Ku Klux Klanu. Z działaczami organizacji kontaktował się telefonicznie, a na spotkaniach twarzą w twarz korzystał z pomocy białego policjanta, który go udawał. Z czasem uzyskał zaufanie miejscowego przywódcy KKK Kena O’Della, który nawet poparł jego kandydaturę na przywódcę miejscowej kapituły. Zinfiltrowanie organizacji pozwoliło mu poznać nazwiska działaczy i plany operacyjne, a śledztwo zakończono w marcu 1979 roku.
Jego operacji przeciw KKK poświęcono w 2018 r. film Czarne bractwo. BlacKkKlansman oparty na książce autorstwa Stallwortha, Black Klansman: Race, Hate, and the Undercover Investigation of a Lifetime.